# Жиди (Мазовецьке воєводство)
Жиди (пол. Żydy) — село в Польщі, у гміні Радзанув Білобжезького повіту Мазовецького воєводства.
Населення — 86 осіб (2011).
У 1975-1998 роках село належало до Радомського воєводства.

## Демографія
Демографічна структура станом на 31 березня 2011 року:
|          | Загалом | Допрацездатний вік | Працездатний вік | Постпрацездатний вік |
| -------- | ------- | ------------------ | ---------------- | -------------------- |
| Чоловіки | 36      | 8                  | 26               | 2                    |
| Жінки    | 50      | 15                 | 27               | 8                    |
| Разом    | 86      | 23                 | 53               | 10                   |